# Una valigia piena di dollari
Una valigia piena di dollari (Peeper) è un film del 1976, diretto da Peter Hyams.

## Trama
Los Angeles, 1947: il detective Leslie C. Trucker riceve l'incarico di ritrovare la figlia di un miliardario. Si ritroverà in un complesso familiare.